# James Fauntleroy
James Edward Fauntleroy II (sinh ngày 16 tháng 5 năm 1984) là một ca sĩ, nhạc sĩ và nhà sản xuất thu âm người Mỹ đến từ Inglewood, California. Anh được biết đến nhiều nhất với việc trình bày các bản nhạc của các nghệ sĩ nổi tiếng như Travis Scott, Frank Ocean, Kendrick Lamar, SZA, Drake, J. Cole, Vince Staples, Big Sean, Jay-Z và John Mayer cũng như viết các bài hát cho các nghệ sĩ bao gồm Bruno Mars, Chris Brown, Beyonce, Rihanna và Justin Timberlake. Trong hai năm 2014 và 2018, Fauntleroy đã giành được giải Grammy cho Bài hát R&B hay nhất.

## Sự nghiệp âm nhạc
Năm 2007, Fauntleroy viết 5 bài hát trong album thứ hai Exclusive (2007) của Chris Brown.
Năm 2009, James Fauntleroy đồng sáng tác sáu bài hát trong album thứ tư của Rihanna, Rated R (2009).
Năm 2011, Fauntleroy đảm nhận giọng hát cho 5 bài hát trong album The Dreamer/The Believer của Common. Anh ấy đã xuất hiện trên "Dreamer (feat. Maya Angelou)", "Gold," "Cloth", "Celebrate" và "Windows". Năm 2012, anh góp giọng trong album hợp tác đầu tiên của G.O.O.D Music với Kanye West, Cruel Summer. Anh xuất hiện trên "Clique", "Higher", "Sin City" và "The One".
Năm 2013, Fauntleroy cũng xuất hiện nhiều trên "Girls Love Beyonce" của Drake, Crenshaw của Nipsey Hussle, Owl Pharaoh của Travis Scott, Born Sinner của J. Cole và Hall of Fame của Big Sean. Anh cũng đóng góp sáng tác và giọng hát bổ sung cho New Kids on the Block's 10 (2013) và Jay-Z's Magna Carta Holy Grail (2013). Fauntleroy cũng đã biểu diễn tại Lễ trao giải Âm nhạc Soul Train 2013. Vào ngày 15 tháng 11 năm 2013, Timbaland phát hành "Know Bout Me", đĩa đơn đầu tiên trong album Textbook Timbo của anh ấy với sự góp mặt của Fauntleroy, Drake và Jay-Z. Tuy nhiên, Timbaland có vẻ đã gác lại dự án này, thay vào đó tập trung vào album mới Opera Noir.  Anh ấy cũng đồng sáng tác mọi bài hát trong The 20/20 Experience (2013) của Justin Timberlake và 12 bài hát khác trong phần tiếp theo The 20/20 Experience - 2 of 2 (2013).
Năm 2014, Fauntleroy đã giành giải Grammy cho Bài hát R&B xuất sắc nhất nhờ đồng sáng tác "Pusher Love Girl", cho album phòng thu thứ ba rất thành công của Justin Timberlake là The 20/20 Experience (2013).
Năm 2015, Fauntleroy đã viết 4 ca khúc trong album phòng thu thứ 8 Anti của Rihanna và xuất hiện trong album To Pimp a Butterfly của Kendrick Lamar, được đề cử Album của năm tại Lễ trao giải Grammy thường niên lần thứ 58.
Năm 2016, Fauntleroy đồng sáng tác 7 ca khúc trong album phòng thu thứ ba 24K Magic của Bruno Mars.

## Giải thưởng
Giải Grammy được trao hàng năm bởi Viện Hàn lâm Khoa học và Nghệ thuật Thu âm Quốc gia của Hoa Kỳ cho những thành tựu xuất sắc trong ngành công nghiệp âm nhạc. Được coi là giải thưởng âm nhạc cao quý nhất, giải thưởng được thành lập vào năm 1958. James Fauntleroy đã giành được 4 giải thưởng trong số 6 đề cử.
| Năm  | Đề cử / Tác phẩm                        | Giải thưởng          | Kết quả   |
| ---- | --------------------------------------- | -------------------- | --------- |
| 2014 | "Pusher Love Girl" (Là một nhạc sĩ)     | Bài hát R&B hay nhất | Đoạt giải |
| 2015 | BEYONCÉ (nghệ sĩ tính năng)             | Album của năm        | Đề cử     |
| 2016 | To Pimp a Butterfly (nghệ sĩ tính năng) | Album của năm        | Đề cử     |
| 2018 | "That's What I Like" (Là một nhạc sĩ)   | Album của năm        | Đoạt giải |
| 2018 | "That's What I Like" (Là một nhạc sĩ)   | Bài hát R&B hay nhất | Đoạt giải |
| 2018 | "24K Magic" (Là một nhạc sĩ)            | Album của năm        | Đoạt giải |

## Liên Kết Ngoài
- James Fauntleroy trên AllMusic
- Danh sách đĩa nhạc của James Fauntleroy II trên Discogs
- Check The Credits: Songwriter James Fauntleroy II On Writing Hits For Rihanna, Jordin Sparks, Justin Timberlake & More Life + Times
- SoundCloud
- BBC